# Facteur natriurétique de type C
Pour les articles homonymes, voir CNP et Peptide natriurétique.
Le facteur natriurétique de type C, abrégé CNP pour « C-type natriuretic peptid », est une protéine de 22 acides aminés. Son gène est NPPC situé sur le chromosome 2 humain.

## Fonctions
Il est exprimé essentiellement par les cellules endothéliales.
Son récepteur est le NPR2.
Outre son rôle natriurétique, il contribue à la croissance du cartilage.
Au niveau de l'endothélium vasculaire, il participe à sa régulation, permettant une vasodilatation en activant le système NO et régulant la pression artérielle en jouant sur la résistance artériolaire et capillaire. Il agit au niveau du péricyte par la voie de la guanylate cyclase C, permettant une vasodilatation artériolaire.

## En médecine
Une translocation proche du gène peut conduire à une surexpression du NPPC conduisant à un gigantisme.
Le vosoritide est une molécule recombinante, analogue au NPPC, avec une demi-vie supérieure à cette dernière. Il est en cours de test dans le traitement de l'achondroplasie, permettant un gain de taille des patientes.

## Peptides natriurétiques
Il existe deux autres peptides natriurétiques : 
- le facteur natriurétique auriculaire ou ANP ;
- le facteur natriurétique cérébral ou BNP.